# Reações à teoria de Darwin
Este artigo cobre a vida de Darwin de Novembro de 1859 até Abril de 1860.
A reacção inicial à teoria de Darwin seguiu-se logo a seguir à sua publicação de A Origem das Espécies, dando origem a um debate internacional, apesar da intensidade da controvérsia ter sido menor do que quando da publicação de obras anteriores como Vestiges of the Natural History of Creation. Ele observava o debate de perto, apoiando as batalhas de Thomas Henry Huxley com Richard Owen para retirar o domínio clerical dos estabelecimentos científicos. Apesar da sua enfermidade o manter afastado dos debates públicos, ele lia avidamente sobre eles e reunia apoio através de correspondência.
Os pontos de vista religiosos eram divergentes, com as instituições científicas da Igreja Anglicana reagindo contra o livro, enquanto que os anglicanos liberais apoiavam vivamente a seleção natural de Darwin como um instrumento do plano de Deus. A controvérsia religiosa em Inglaterra foi pouco depois desviada pela publicação de Essays and Reviews e debate sobre alta crítica.
A confrontação mais famosa tomou lugar durante o debate sobre evolução de Oxford em 1860 durante uma reunião da British Association for the Advancement of Science, quando o Bispo de Oxford, Samuel Wilberforce argumentou contra a explicação de Darwin. No debate que se segui, Joseph Hooker argumentou fortemente em favor de Darwin e Thomas Huxley estabeleceu-se como o "Bulldog de Darwin" - o mais feroz defensor da teoria evolutiva durante a época Vitoriana. Ambos os lados saíram sentindo-se vitoriosos, mas Huxley iria chamar ao debate como essencial na luta entre religião e ciência e usou o Darwinismo para fazer campanha contra a autoridade dos clérigos na educação, assim como para advogar desafiante a "Origem do Homem como Primata".